# Colias hyale
Colias hyale é uma borboleta da família Pieridae, isto é, as amarelas e brancas, que é encontrada na maioria da Europa e grande parte da Ásia. Ela é uma migrante para as Ilhas Britânicas e para a Escandinávia. O adulto tem uma envergadura de 52-62 (em milímetros) (2.0–2.452–62 millimetres (2,0–2,4 in).

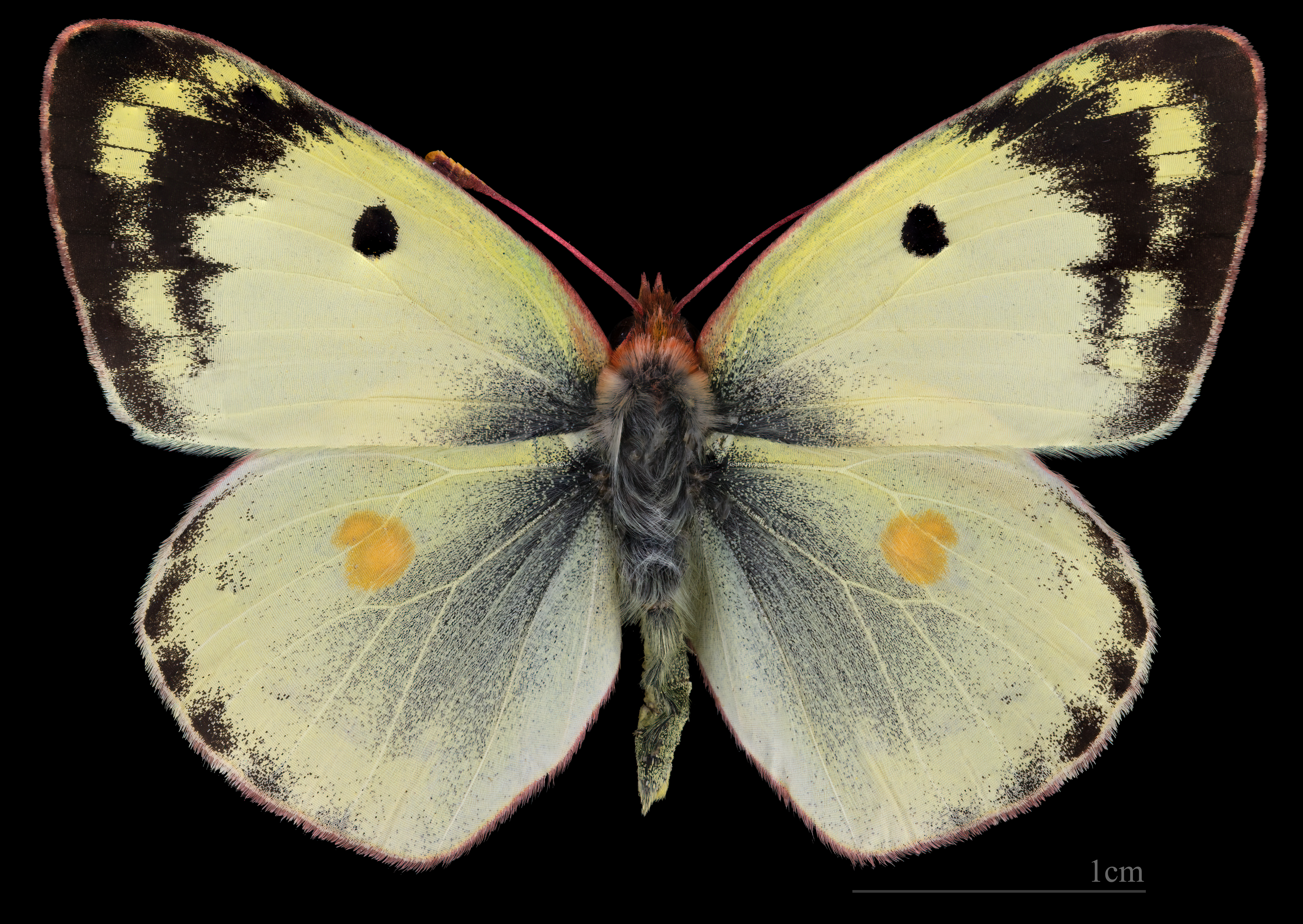
Colias hyale ♂
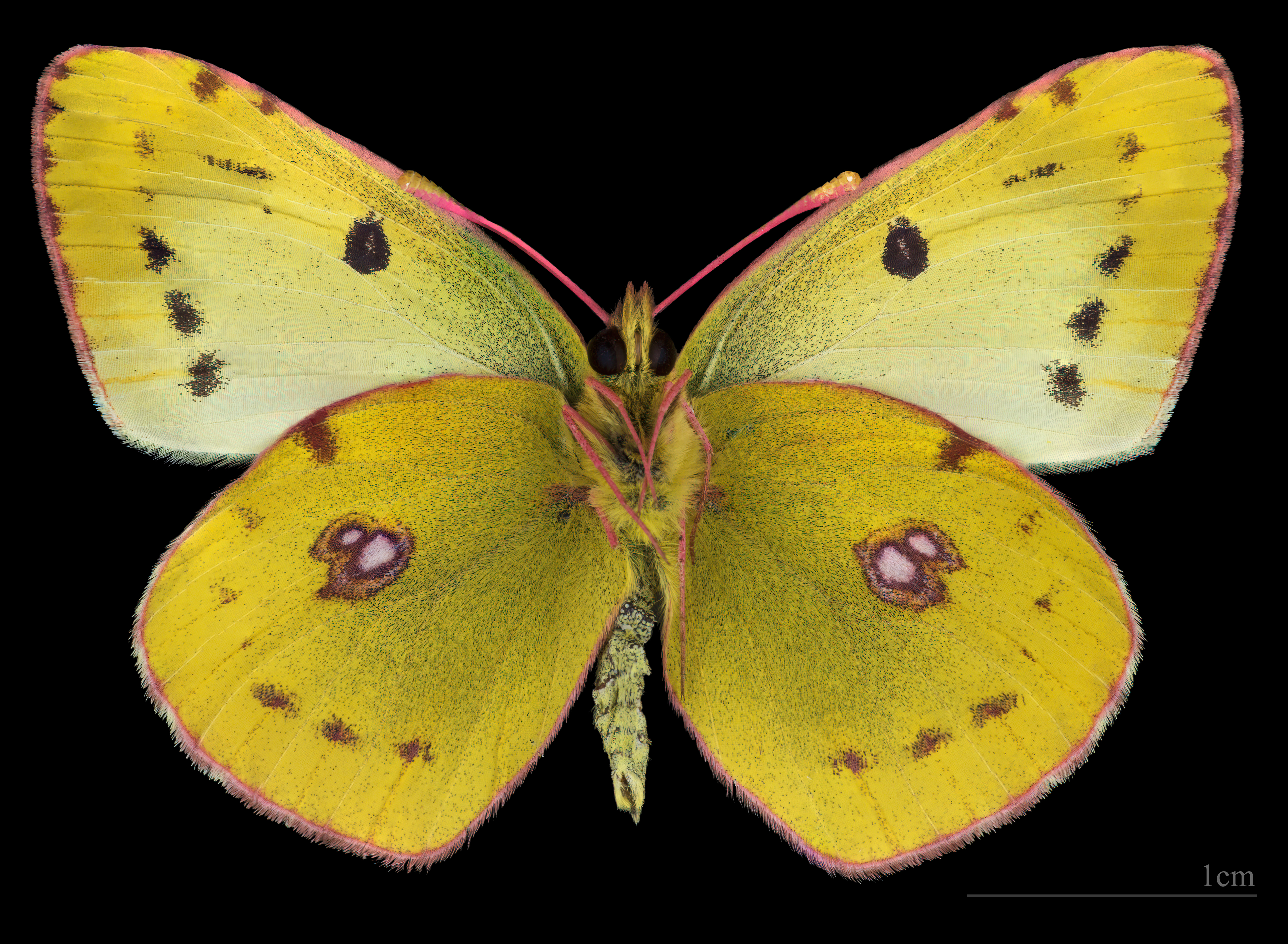
Colias hyale ♂ △
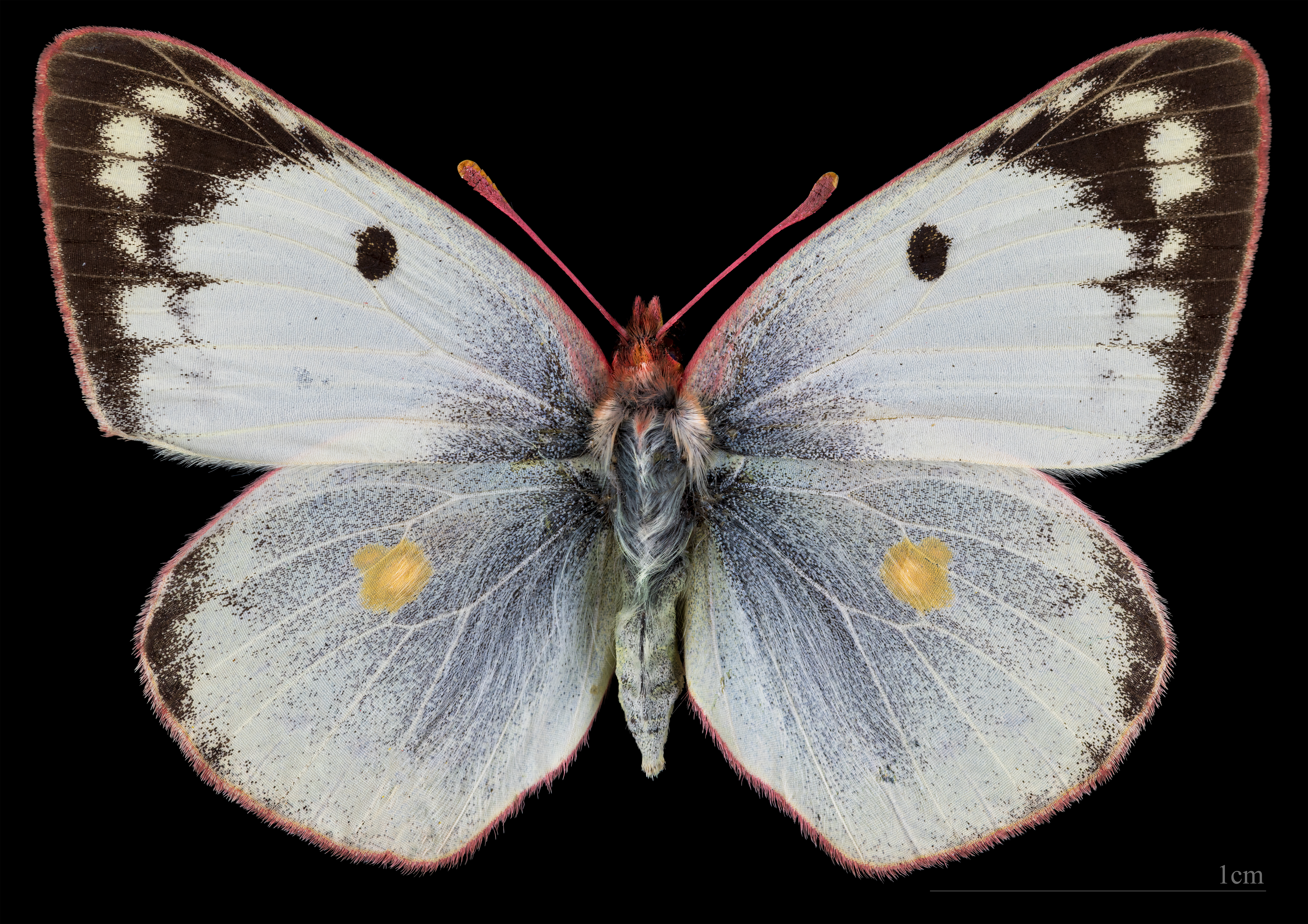
Colias hyale ♀
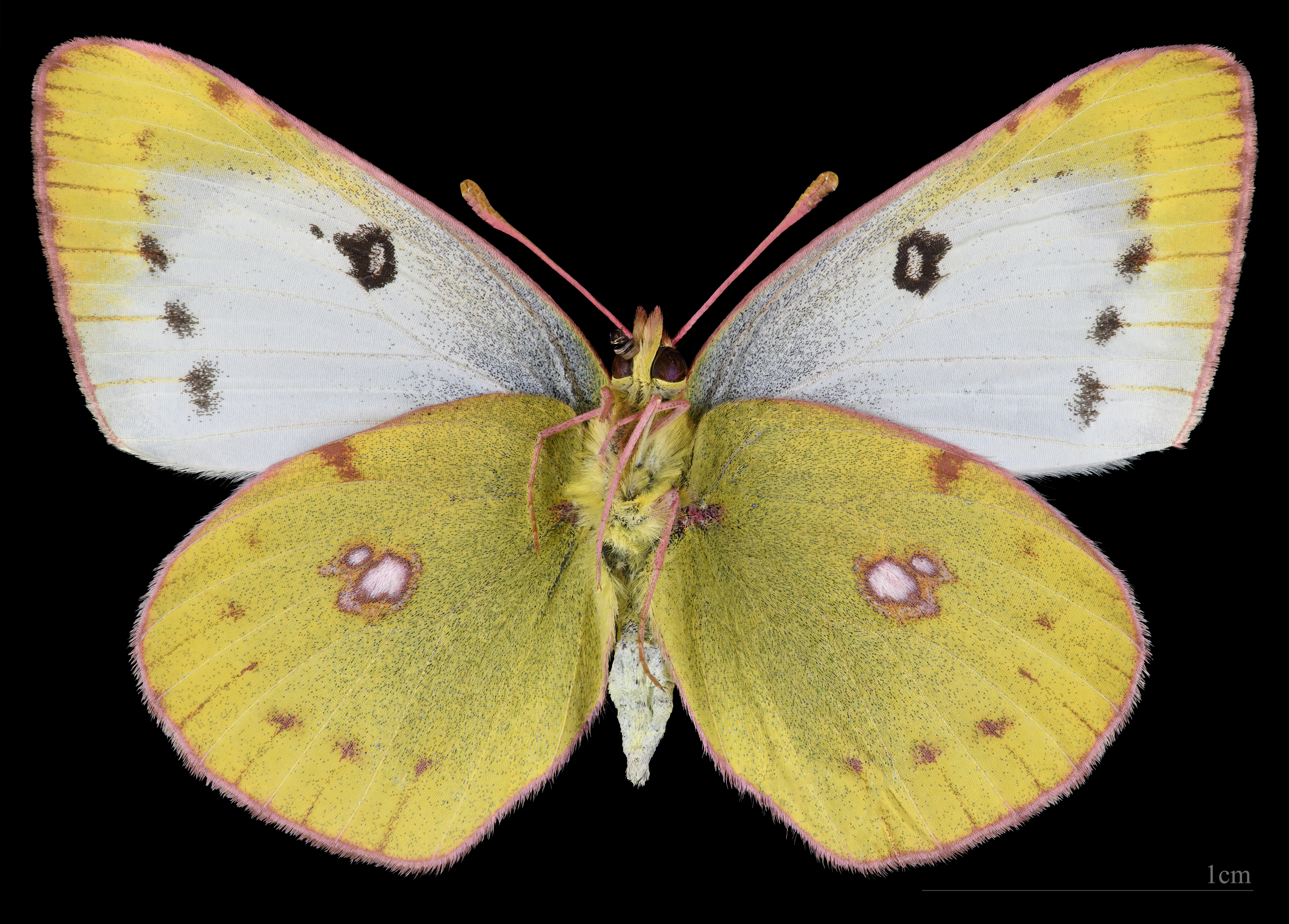
Colias hyale ♀ △

## Subespécies
- Colias hyale hyale
- Colias hyale alta Staudinger, de 1886
- Colias hyale altaica Verity, 1911
- Colias hyale irkutskana Stauder, 1924
- Colias hyale palidis Fruhstorfer, 1910
- Colias hyale novasinensis Reissinger, 1989